# Liste der Baudenkmäler im Kölner Stadtteil Vingst
Die folgende Liste enthält die in der Denkmalliste ausgewiesenen Baudenkmäler auf dem Gebiet des Stadtteils Köln-Vingst, Stadtbezirk Köln-Kalk, Nordrhein-Westfalen.
Hinweis: Die Reihenfolge der Baudenkmäler in dieser Liste orientiert sich an den Straßennamen und ist alternativ nach Hausnummern, Denkmallistennummer oder Bezeichnung sortierbar.
Basis ist die offizielle Kölner Denkmalliste (Stand: 16. August 2012), die Baudenkmäler und Denkmalbereiche auflistet. Dabei kann es sich beispielsweise um Sakralbauten, Wohn- und Fachwerkhäuser, historische Gutshöfe und Adelsbauten, Industrieanlagen, Wegekreuze und andere Kleindenkmäler sowie Grabmale und Grabstätten, die eine besondere Bedeutung für die Geschichte Kölns haben, handeln. Grundlage für die Aufnahme in die offiziellen Denkmallisten ist das Denkmalschutzgesetz Nordrhein Westfalens.

Denkmäler nach Straßen geordnet: H | K | O | W 
| Bild            | Bezeichnung              | Lage                                | Beschreibung | Bauzeit | Einge- tragen seit | Denk- mal- nr. |
| --------------- | ------------------------ | ----------------------------------- | ------------ | ------- | ------------------ | -------------- |
| Fotos hochladen | Wohnhaus                 | Vingst Heßhofstr. 12 Karte          |              |         | 25. Mai 1983       | 1522           |
| Fotos hochladen | Wohnhaus                 | Vingst Heßhofstr. 14–16 Karte       |              |         | 4. Mai 1984        | 2353           |
| Fotos hochladen | Wohnhaus                 | Vingst Heßhofstr. 17 Karte          |              |         | 17. April 1984     | 2261           |
| Fotos hochladen | Wohnhaus                 | Vingst Heßhofstr. 18 Karte          |              |         | 1. Februar 1984    | 2082           |
| Fotos hochladen | Wohnhaus                 | Vingst Heßhofstr. 24 Karte          |              |         | 18. Januar 1984    | 2046           |
| Fotos hochladen | Wohnhaus                 | Vingst Heßhofstr. 26 Karte          |              |         | 17. Januar 1984    | 2042           |
| Fotos hochladen | Allee                    | Vingst Heßhofstr. o. Nr. Karte      |              |         | 1. Juli 1980       | 589            |
| Fotos hochladen | Wohn- und Geschäftshaus  | Vingst Kuthstr. 42 Karte            |              |         | 19. September 1989 | 5259           |
| Fotos hochladen | Wohn- und Geschäftshaus  | Vingst Kuthstr. 43 Karte            |              |         | 23. September 1983 | 1608           |
| Fotos hochladen | Hofanlage Vingster Hof   | Vingst Kuthstr. 48 Karte            |              |         | 1. Juni 1982       | 1031           |
| Fotos hochladen | Kleindenkmal (Wegekreuz) | Vingst Kuthstr. o.Nr./ vor 48 Karte |              |         | 1. Juli 1980       | 602            |
| Fotos hochladen | Wohnhaus                 | Vingst Kuthstr. 95 Karte            |              |         | 6. Dezember 1990   | 5832           |
| Fotos hochladen | Wohn- und Geschäftshaus  | Vingst Ostheimer Str. 69 Karte      |              |         | 17. Dezember 1992  | 6713           |
| Fotos hochladen | Wohnhaus                 | Vingst Ostheimer Str. 82 Karte      |              |         | 10. Januar 1984    | 1993           |
| Fotos hochladen | Wohnhaus                 | Vingst Ostheimer Str. 88 Karte      |              |         | 22. März 1983      | 1364           |
| Fotos hochladen | Wohnhaus                 | Vingst Würzburger Str. 5 a Karte    |              |         | 1. Oktober 1993    | 6938           |